# Quasi-Park Narodowy Shokanbetsu-Teuri-Yagishiri
Quasi-Park Narodowy Shokanbetsu-Teuri-Yagishiri (jap. 暑寒別天売焼尻国定公園 Shokanbetsu-Teuri-Yagishiri Kokutei Kōen) - Quasi-Park Narodowy na Hokkaido, w Japonii. Park obejmuje tereny należące do trzech podprefektur: Rumoi, Sorachi i Ishikari, w tym m.in.: 
- góry Mashike;
- wyspę Teuri;
- wyspę Yagishiri.